# Aesch (Lucerna)
Aesch – miejscowość i gmina w środkowej Szwajcarii, w kantonie Lucerna, w okręgu Hochdorf. Leży nad jeziorem Hallwilersee. Pod względem powierzchni jest najmniejszą gminą w okręgu. 

## Demografia
W Aesch mieszka 1 313 osób. W 2021 roku 14% populacji gminy stanowiły osoby urodzone poza Szwajcarią. 

## Transport
Przez teren gminy przebiegają drogi główne nr 298 i nr 366. 